# Опсада Цариграда (1260)
Опсаду Цариграда извршила је 1260. године војска Никејског царства. Опсада је завршена неуспехом, након чега је потписано једногодишње примирје.

## Позадина
Након пада Цариграда 1204. године у Четвртом крсташком рату, византијске територије подељене су у неколико крсташких држава и неколико самопрокламованих наследница Византијског царства. Око наслеђа Византије отимали су се епирски деспот и никејски цар. Обојица су сматрали да имају легитимно право да представљају византијског цара. С обзиром на слабост Латинског царства, спремали су се да поврате Цариград. У почетку се чинило да ће град освојити Епирци, чији је владар Теодор Дука Комнин освојио Солунску краљевину 1224. године. Међутим, бугарски цар Јован Асен поразио је епирског деспота у бици код Клокотнице 1230. године. Био је то крај епирске моћи.
Моћ Никејског царства порасла је током владавине Јована III Дуке Ватаца (1221-1254). У савезу са Бугарима, Ватац је 1234. године успоставио прво никејско упориште у Тракији. Заједно са Бугарима предузео је 1235-6. године неуспешну опсаду Цариграда. Након тога, никејски владар концентрисао се на ширење својих територија у Европи. Под Ватацом, Никеја се проширила на већи део Тракије и Македоније, постајући најјача регионална држава. Сведено на Цариград и непосредну околину, окружено Никејом са истока и запада, без довољно средстава да обезбеди било какву потпору, Латинско царство је изгледало као спремно за освајање. Чак су и папе биле спремне да прихвате неизбежно, у замену за уступке у црквеним питањима и по питању папског примата. Латинско царство могло је накратко да предахне након смрти Ватаца 1254. године. Његов наследник Теодор II Ласкарис био је приморан да се суочи са покушајима освајања никејских територија на Балкану.
Након Теодорове смрти, амбициозни Михаило VIII Палеолог (1259-1282) се попео на престо, као регент малолетног Јована IV Ласкариса (1259-1261). Епир, Кнежевина Ахаја и Краљевина Сицилија формирале су коалицију против Михаила Палеолога. Међутим, у бици код Пелагоније 1259. године Михаило успева да однесе победу и сломи коалицију. У бици су учествовали и одреди српског краља Уроша I. Михаилови главни противници били су убијени или заробљени. Стога је он могао да се окрене ка Цариграду.

## Опсада
Након што је провео зиму у Лампсаку, јануара 1260. године Михаило је са војском прешао Хелеспонт и кренуо ка Цариграду. Подаци византијских историчара о овом походу се значајно међусобно разликују. Према Георгију Акрополиту, цар је погрешио што се ослањао на обећања о издаји извесног латинског племића "Асела", који је имао кућу поред градских зидина и обећао да ће отворити капију никејским трупама. Сходно томе, експедиција није била довољно добро организована за озбиљнији напад на град. Михаило је свој логор поставио пред Галатом, наводно се спремајући да је нападне. У ствари је чекао Аселову издају. Асел, међутим, није испунио обећање, тврдећи да је његове кључеве одузео управник града. Акрополит пише да је Михаило тада одустао и потписао са латинским царем једногодишње примирје.
Други хроничари (Георгије Пахимер, Нићифор Григора и други) приказују ток опсаде сасвим другачије. Био је то велики подухват, са уложеним знатним снагама. Он је укључивао претходну изолацију града освајањем тврђава и насеља која су контролисала прилазе граду (од Селимврије, која се налазила 60 километара од града). Била је то велика експедиција, коју је лично надгледао цар Михаило са узвишења у близини Галате. Коришћене су и опсадне справе. Галата се, међутим, одржала захваљујући одлучном отпору становништва и појачања која је допремала млетачка флота. Михаило је тако присиљен да подигне опсаду. Разлику у два приказа историчари приписују тенденцији Акрополита да минимализује неуспехе Михаила Палеолога. Тако је он могао преувеличати причу о Аселовој издаји, која је можда заиста и постојала.

## Последице
Августа 1260. године потписано је примирје између Михаила и Балдуина II у трајању од једне године (до августа 1261). Иако опсада није успела, Михаило је већ отпочео са прављењем планова за нови покушај. Марта 1261. године потписао је Нимфејски споразум са Ђеновљанском републиком, чиме је обезбедио помоћ њихове флоте у замену за трговинске повластице. Споразум је такође био уперен и против Млетачке републике, са којим је Ђенова водила рат Сен Сабас. Међутим, Цариград је на неочекивано лак начин заузео Алексије Стратегопул 25. јула 1261. године.